# 하이위안 지진
1920년 하이위안 지진 또는 하이위안 대지진(중국어: 海原大地震)은 12월 16일 중화민국 닝샤성 하이위안현에서 UTC+8 19시 05분 53초에 발생한 지진이다. 이 지진은 발생 당시 닝샤가 간쑤성의 일부였기 때문에 1920년 간쑤 지진이라고도 불렸다. 리쥔부-하이위안현-간옌츠 지역이 지진으로 파괴되었으며 수정 메르칼리 진도 계급의 최고 진도(XII)를 기록했다. 사망자 수는 258,707명에서 273,407명 사이로 추정되며, 중국에서 가장 사망자수가 많은 지진이자 중국에서 가장 사망자수가 많은 자연재해 중 하나이다.

## 지질학적 환경
인도-아시아 충돌의 결과로 티베트고원에는 주요 좌수향 주향 이동 단층 구조가 발생한다. 알툰타그 단층, 하이위안 단층, 쿤룬 단층, 카라코람 단층, 셴수이허 단층을 포함한 이 단층계는 티베트고원 내 지각 변형을 흡수한다. 이러한 단층 시스템 중 하나인 하이위안 단층은 고원의 북동쪽 가장자리를 따라 1,000 km 길이로 뻗어 있다.

## 지진
지진은 간쑤-쓰촨 시간 19시 05분 53초(협정 세계시 12시 05분 53초)에 발생했으며, 보도에 따르면 규모 Mw8.25 또는 리히터 규모 ML7.8이었고, 3년 동안 일련의 여진이 뒤따랐다. 과학 문헌에서 자주 인용되는 규모 M8.5는 지진 발생 당시 제한된 기술 발전과 계측으로 인해 과대평가된 것으로 간주된다. 지진의 물리적 매개변수를 측정하는 모멘트 규모로는 Mw7.9로 추정된다. 국제지진센터도 이 지진을 Mw7.9로 분류하고 있다.
리쥔부에서 간옌츠, 징타이현까지 약 230 km 길이의 지표 단층이 관찰되었다. 진앙 인근에는 5만 개 이상의 산사태가 발생했으며 지반 균열이 광범위하게 나타났다. 일부 강은 댐으로 막혔고, 다른 강은 물줄기를 바꿨다. 이 지진으로 인한 세이시가 서노르웨이의 두 호수와 세 피오르드에서 관찰되었다.
1980년대 현장 관측에서는 하이위안 단층을 따라 237 km 길이의 지표 파열이 발견되었으며, 파열대 중앙 부분에서는 최대 6.5 m의 수평 변위가 있었다. 이 지진은 서쪽의 라오후산 구간과 동쪽의 류판산 역단층 사이의 하이위안 단층 구간을 파열시켰다. 지진의 진앙은 진도 분포를 통해 하이위안현 근처인 것으로 추정된다.

## 피해 및 여파
하이위안현에서 73,000명 이상이 사망했다. 산사태로 시지현의 쑤자허 마을이 매몰되었다. 구위안현에서는 30,000명 이상이 사망했다. 룽더현과 후이닝현의 거의 모든 주택이 붕괴되었다. 란저우시, 타이위안시, 시안시, 시닝시, 인촨시 등 주요 도시를 포함하여 7개 성 및 지역에서 피해(VI~X)가 발생했다. 황해에서 칭하이성까지, 내몽골에서 남쪽으로 쓰촨 중부까지 진동이 감지되었다.
2003년 이후, 중국 지진학계는 사망자 수를 258,707명에서 273,407명 사이로 경험적으로 확인할 수 있는 범위로 계산했다. 이전 자료에선 사망자 수를 234,117명 또는 235,502명으로 기록했다. 어느 쪽이든, 이 지진은 중국에서 가장 사망자가 많은 지진 중 하나이며, 이는 다시 중국에서 가장 심각한 피해를 입힌 재해 중 하나가 되었다.
추위로 인해 더 많은 사람들이 사망했다. 잦은 여진으로 인해 생존자들은 임시 거처 외에는 어떤 것도 짓는 것을 두려워했고, 혹독한 겨울은 원래 지진에서 살아남은 많은 사람들을 죽음에 이르게 했다.
수피 자흐리야 무슬림 후이족 지도자 마위안장과 그의 아들은 그들이 있던 모스크의 지붕이 장자촨 후이족 자치현에서 붕괴하여 지진으로 사망했다. 무슬림 장군 마푸샹은 지진 발생 당시 란저우시에서 구호 활동에 참여했다.

## 같이 보기
- 1920년 지진
- 중국의 지진 목록